# Selesniwka
Selesniwka (ukrainisch Селезнівка; russisch Селезнёвка/Selesnjowka) ist eine Siedlung städtischen Typs im Osten der Ukraine mit etwa 2500 Einwohnern.

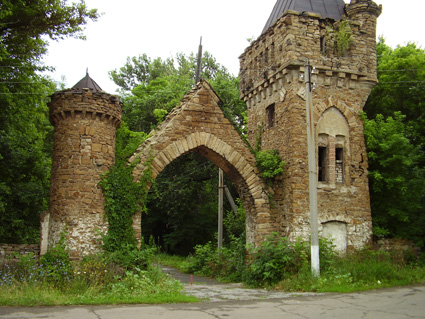
Palastgebäude im Ort

## Geographie
Der Ort in der Oblast Luhansk ist am Fluss Bila (Біла), etwa 5 Kilometer südwestlich der Rajonshauptstadt Perewalsk und 41 Kilometer südwestlich der Oblasthauptstadt Luhansk gelegen.
Selesniwka bildet verwaltungstechnisch zusammen mit dem Dorf Utkyne (Уткине) und der Ansiedlung Radhospnyj (Радгоспний) eine Siedlungsratsgemeinde.

## Geschichte
Der Ort wurde im 17. Jahrhundert gegründet und 1961 zu einer Siedlung städtischen Typs erhoben. 1913 wurde im Ort das Landhaus Mszichowskow (Палац Мсциховського) errichtet.
Seit Sommer 2014 ist der Ort im Verlauf des Ukrainekrieges durch Separatisten der Volksrepublik Lugansk besetzt.